# Зестафоні
Зестафо́ні (груз. ზესტაფონი) — місто в мхаре Імеретія, Грузія; адміністративний центр муніципалітету Зестафоні.

## Географія
Розташоване на річці Квіріла (ліва притока Ріоні), за 150 км на північний захід від Тбілісі, за 30 км на південний схід від Кутаїсі, у найсхіднішій точці Колхидської низовини. 

## Клімат
У Зестафоні вологий субтропічний морський клімат, з помірно холодною зимою та відносно спекотним літом. Середньорічна температура становить +13,9 °C. Середньорічна температура у найпрохолоднішому місяці січні — -3,7 °C, у найспекотнішому місяці серпні — 23,9 °C. У рік випадає 1741 мм опадів.
| Кліматограма Зестафоні | Кліматограма Зестафоні | Кліматограма Зестафоні | Кліматограма Зестафоні | Кліматограма Зестафоні | Кліматограма Зестафоні | Кліматограма Зестафоні | Кліматограма Зестафоні | Кліматограма Зестафоні | Кліматограма Зестафоні | Кліматограма Зестафоні | Кліматограма Зестафоні |
| --- | ---------------------- | ---------------------- | ---------------------- | ---------------------- | ---------------------- | ---------------------- | ---------------------- | ---------------------- | ---------------------- | ---------------------- | ---------------------- |
| С | Л                      | Б                      | К                      | Т                      | Ч                      | Л                      | С                      | В                      | Ж                      | Л                      | Г                      |
| 131 5 −4 | 111 7 −3               | 141 11 1               | 154 16 5               | 180 21 11              | 171 25 15              | 150 27 18              | 137 28 19              | 148 24 14              | 160 19 9               | 126 13 2               | 132 7 −3               |
| Середня макс. і мін. температури повітря (°C) Атмосферні опади (мм), за рік : 1741 мм. Джерело: «Climate-Data.org» (англ.) |                        |                        |                        |                        |                        |                        |                        |                        |                        |                        |                        |

## Населення
Чисельність населення, станом на 2022 рік. налічує 20 415 осіб

## Транспорт

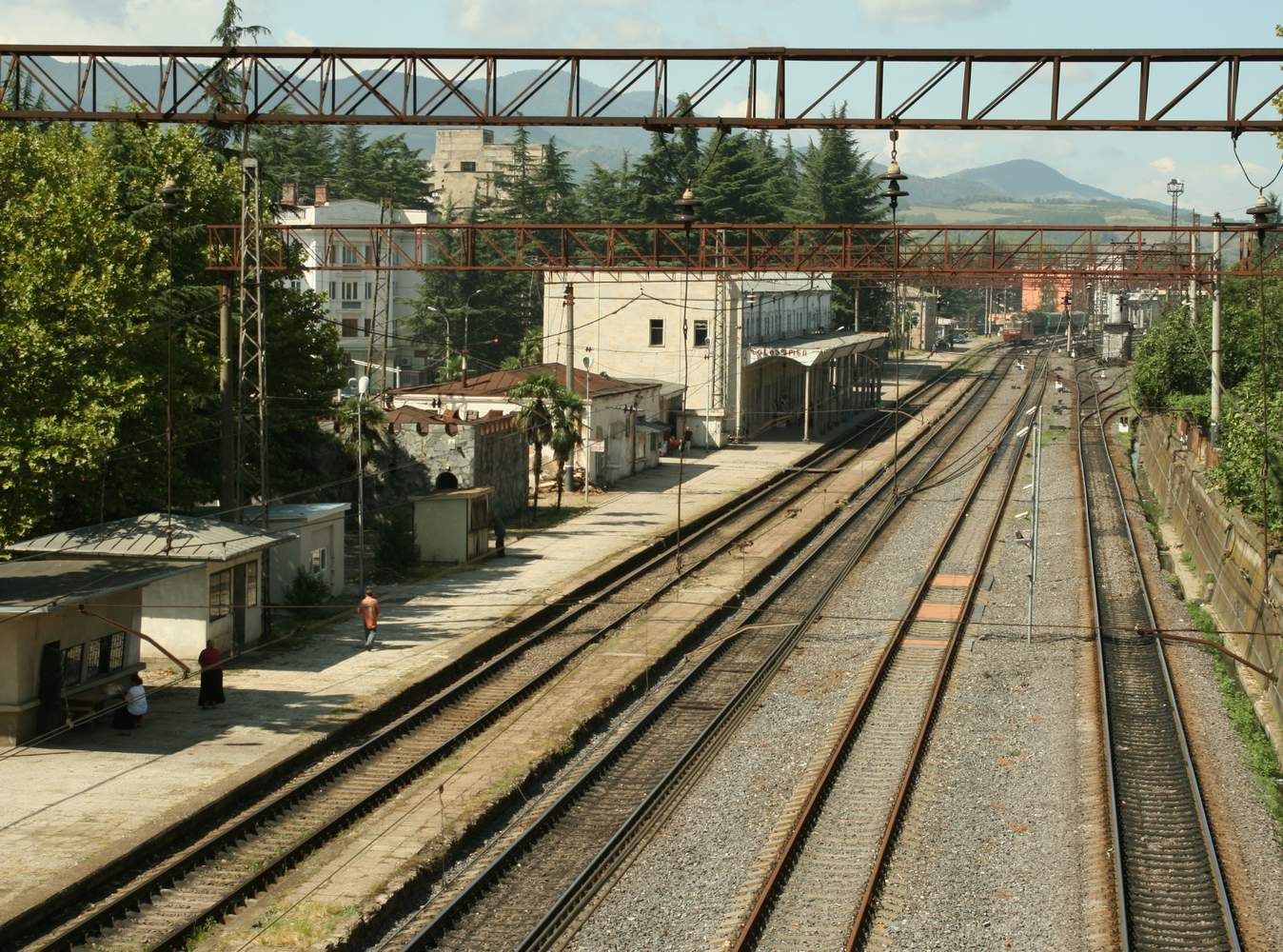
Залізнична станція

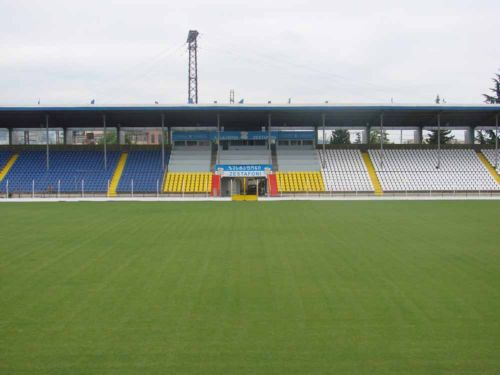
Стадіон імені Давида Абашидзе

Залізнична станція на лінії Самтредія — Тбілісі, початок гілки на Сачхере (48 км).

## Промисловість
У Зестафоні працюють підприємства: завод феросплавів (містотвірний, на базі Чіатурского родовища марганцевої руди), завод кабельних виробів, механічний і швейна фабрика.

## Спорт
Футбольний клуб Зестафоні грає у провідній лізі чемпіонату Грузії і опосередковано належить українському підприємцю Ігорю Коломойському.

## Відомі особистості
Уродженці
- Григорій Чхартишвілі (псевдонім: Борис Акунін) — російський письменник.
- Шалва Дадіані — грузинський драматург, режисер, письменник, актор театру.
- Шалва Гамбашідзе — актор.
- Ніна Гецко-Лобова — українська гандболістка, заслужений майстер спорту,олімпійська чемпіонка, голова федерації гандболу Закарпаття.
- Юрій Долгушин — радянський письменник-фантаст, журналіст, інженер.
- Костянтин Модебадзе — грузинський радянський вчений в галузі виноробства.
- Павло Сакварелідзе — грузинський радянський письменник.

## Галерея

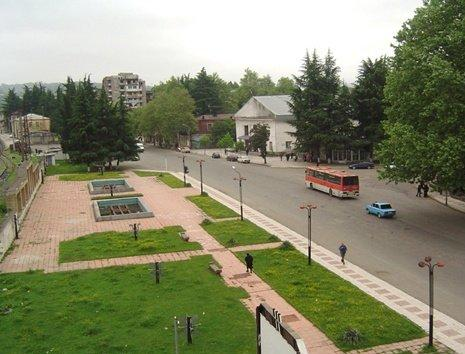
Вулиця міста
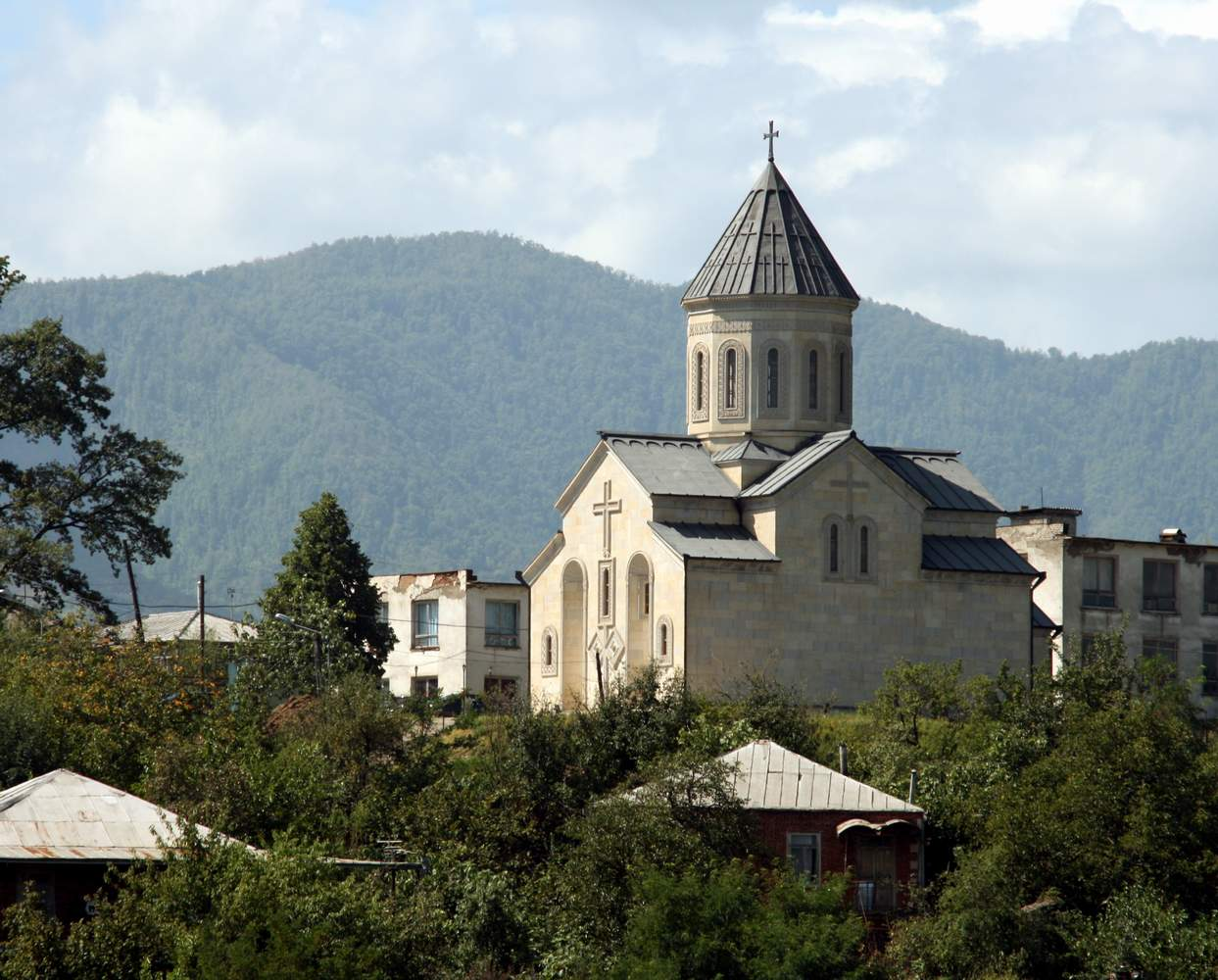
Катедральний собор
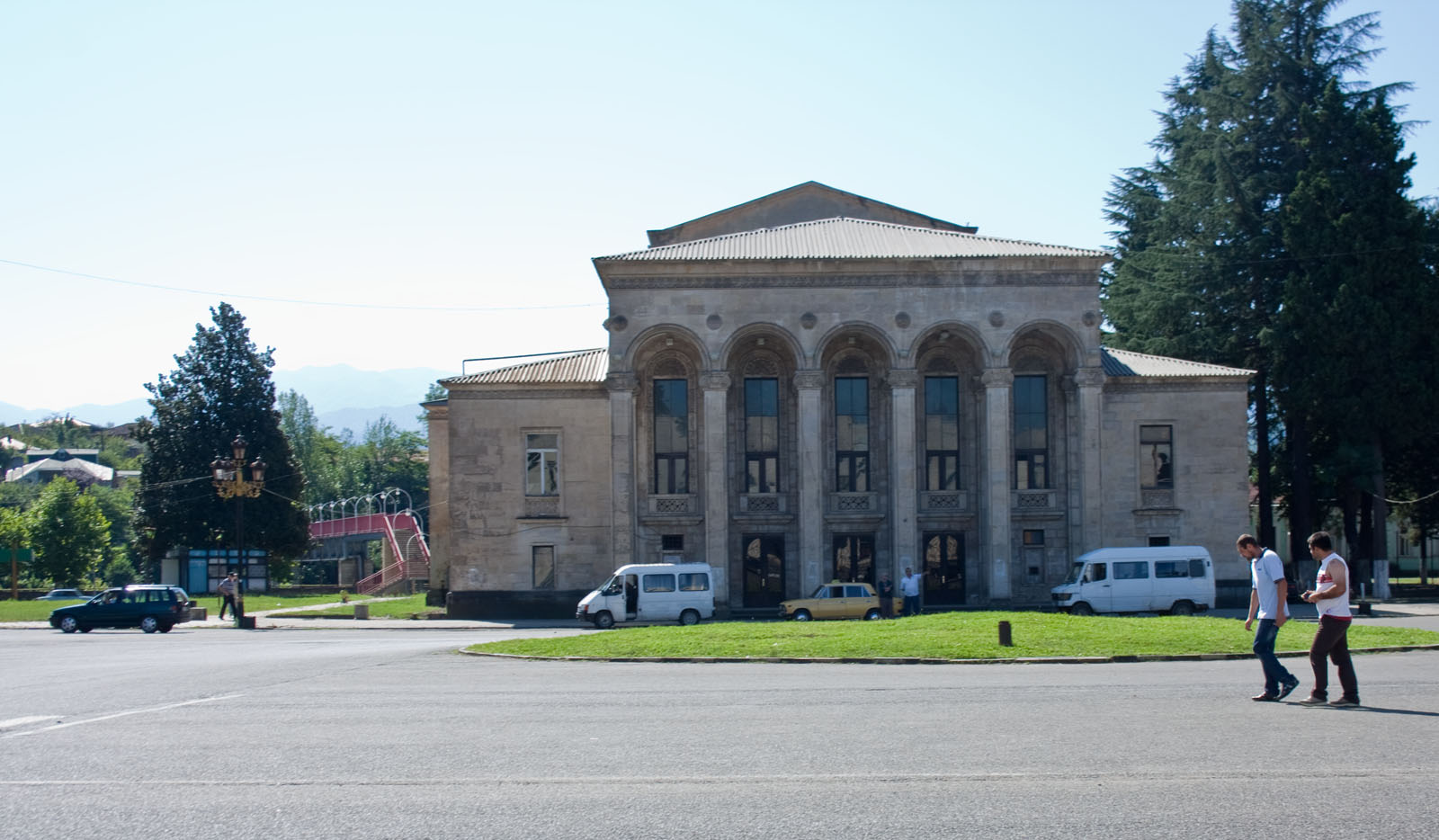
Драматичний театр імені Ушанґі Чхеїдзе[ka]
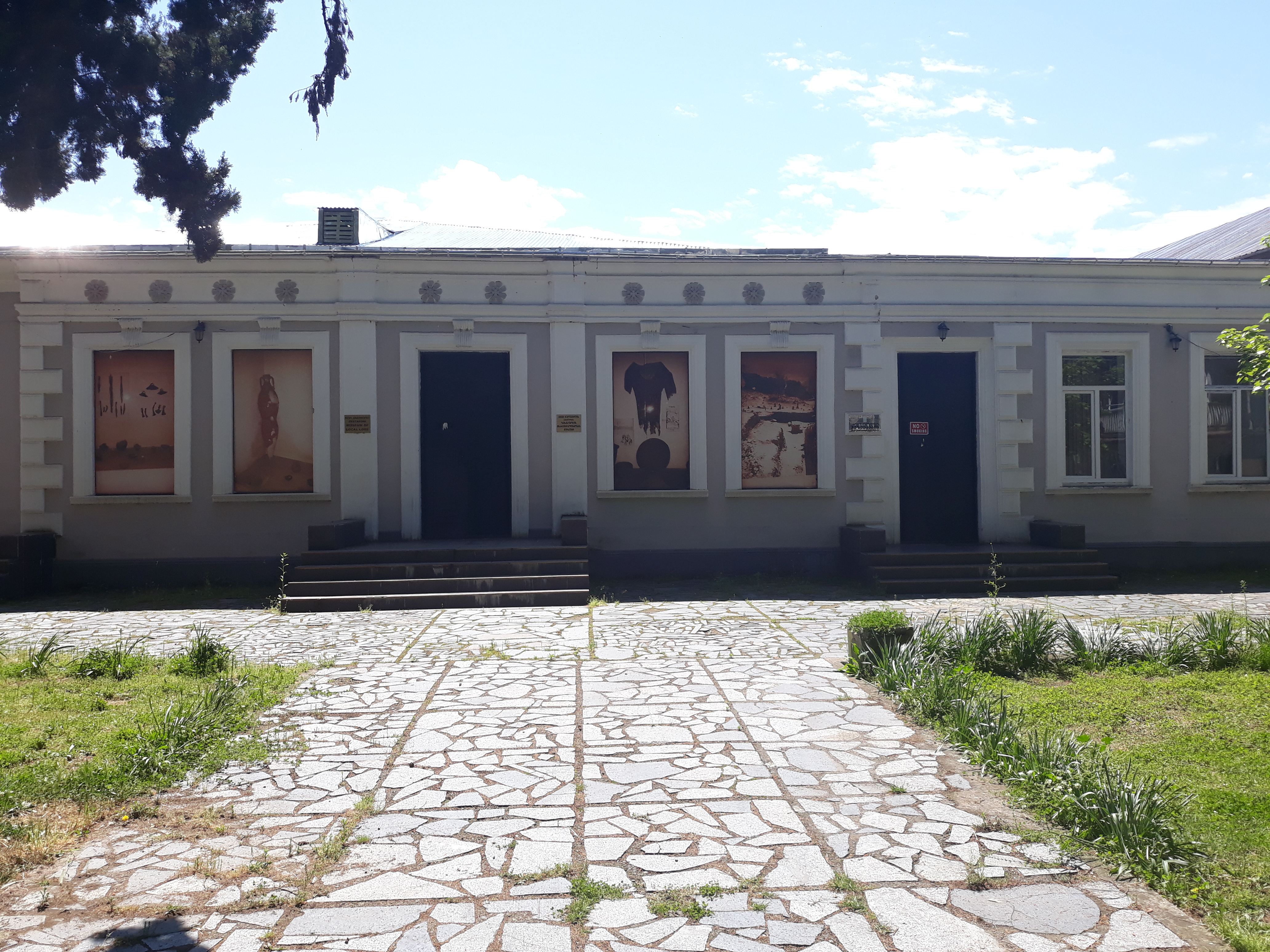
Краєзнавчий музей Зестафоні
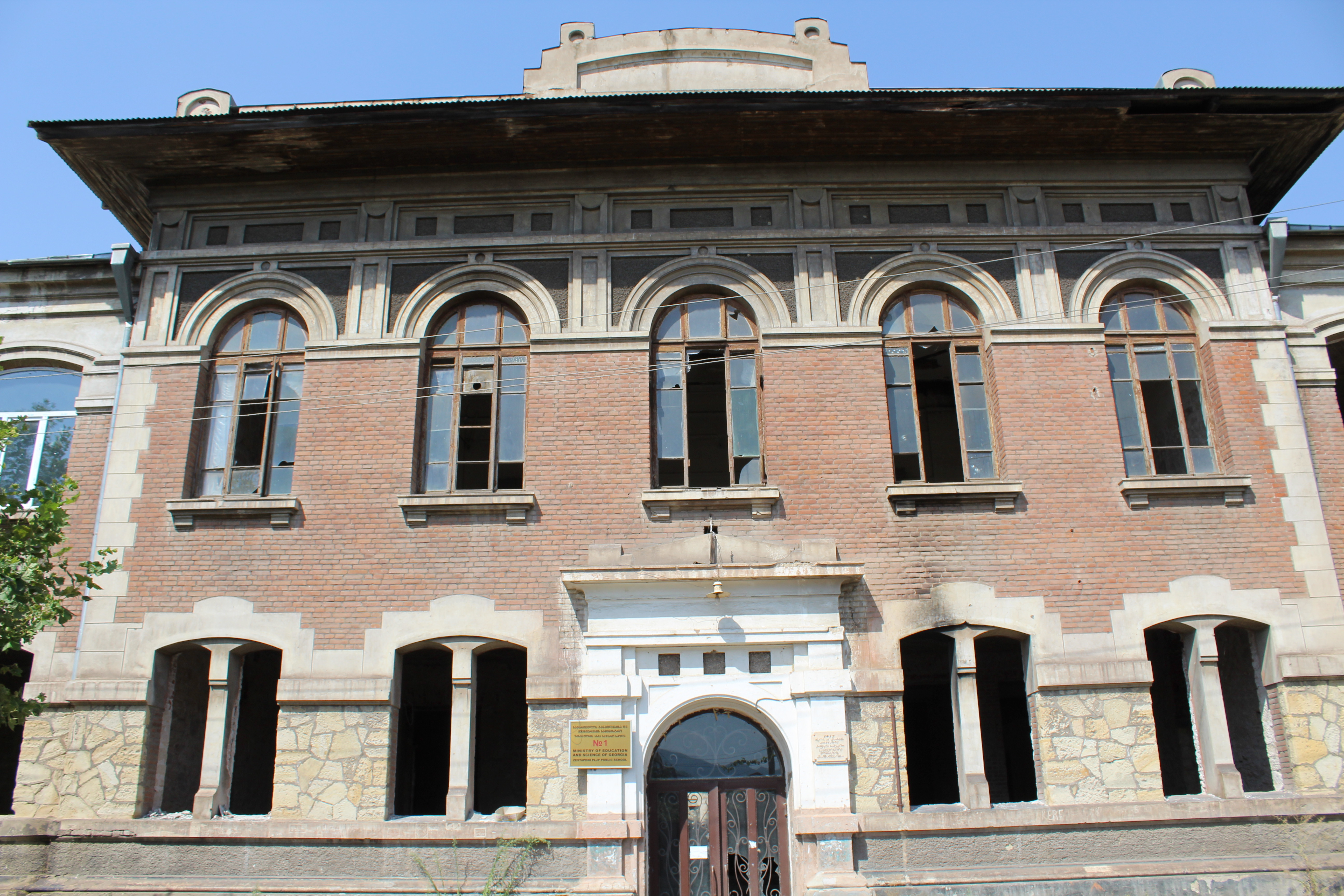
Одна зі шкіл Зестафоні